# テレビ朝日系列土曜昼前の情報番組枠
テレビ朝日系列土曜昼前の情報番組枠（テレビあさひけいれつどようひるまえのじょうほうばんぐみわく）は、テレビ朝日をはじめとするANN系列で、土曜昼前に放送されている情報番組の一覧のことである。
ここではキー局のテレビ朝日にて放送された番組を中心に、系列局で放送されているローカル情報番組についても述べる。

## 各番組の歴史
1986年4月5日に放送を開始した『OH!エルくらぶ』は、当時週休二日制が普及し始めたOLを対象として、企業のPRや人物紹介、最新の流行などを紹介していく職場単位の素人参加型番組となり、1997年3月の番組終了まで11年間続くこととなった。
しかし、1997年4月から放送を開始した『ラ・ラ☆Kiss』は裏番組『王様のブランチ』（TBSテレビ）などに視聴率争いで敗れ、わずか半年で終了。
後継番組となった『女神のちからこぶ』、『恋するアミパラ』もそれぞれ1年以内に終了となり、1999年4月改編で本枠は一旦中断される形となった。
7年後の2006年4月より平日昼に放送の『ワイド!スクランブル』の土曜版として『サタデースクランブル』が放送開始され、3年6か月続いた。
2009年10月からは『もらえるテレビ!』が開始するもわずか半年後の2010年3月に放送終了すると同時にテレビ朝日は当該枠の情報番組から再度撤退した。

## 主な番組
- OH!エルくらぶ（1986年4月5日 - 1997年3月29日）
- ラ・ラ☆Kiss（1997年4月5日 - 9月27日）
- 女神のちからこぶ（1997年10月4日 - 1998年9月26日）
- 恋するアミパラ（1998年10月3日 - 1999年3月27日）
- サタデースクランブル（2006年4月1日 - 2009年9月26日）
- もらえるテレビ!（2009年10月3日 - 2010年3月27日）

## 系列局の独自制作番組

### 北海道テレビ放送
- 週刊Nanだ!Canだ!（1990年10月6日 - 2003年3月29日）
- イチオシ!プラス（2011年4月2日 - 2015年3月28日）
- イチモニ!・第2部（2020年4月4日 - ）

### 青森朝日放送
- 夢はここから生放送 ハッピィ（2013年4月13日 - ）

### 岩手朝日テレビ
- いいコト! 見たい! 知りたい! 出かけたい!（2011年10月8日 - 2021年3月27日）
- Go!Go!いわて・2部（2021年4月3日 - ）

### 秋田朝日放送
- サタナビっ!（2003年10月4日 - ）

### 新潟テレビ21
- まるどりっ!（2007年11月10日 - 2021年5月29日）
  - まるどりっ!UP（2021年6月5日 - ）

### 長野朝日放送
- ザ・駅前テレビ（2006年4月1日 - 2017年3月25日）
  - 駅前テレビ（2017年4月1日 - 2021年3月27日）
  - 駅テレマルシェ（2021年4月10日 - ）

### 静岡朝日テレビ
- とびっきり!しずおか 土曜版（2019年4月6日 - ）

### 名古屋テレビ放送
- イヴの逆襲（1992年4月4日 - 1995年3月25日）
- 気分はビビデバビデブ（1995年4月1日 - 1999年3月27日）
- Bella（1999年4月3日 - 2000年3月25日）
  - Bella II（2000年4月1日 - 2002年3月30日）
  - Bella Spirito（2002年4月6日 - 2003年3月22日）
- メ〜テレワイド サンダー5（2003年4月5日 - 2003年9月27日）
- メ〜テレワイド ウルたま（2003年10月4日 - 2004年3月27日）
- WAYAYA丼（2004年4月3日 - 2007年3月31日）
  - WAYAYAあはっ!（2007年4月7日 - 2010年3月27日）
  - サタあはっ!（2010年4月3日 - 2011年3月26日）
- 昼まで待てない!（2011年4月2日 - 2016年4月2日）
  - 昼まで待てない! いいコト聞いた（2016年4月9日 - 2018年3月31日）
- デルサタ11（2018年4月7日 - 2020年9月26日）
  - いえサタ（2020年4月18日 - 5月30日）
- ドデスカ!&アップ!メ〜ロメロ!増刊号（2022年4月2日 - ）

### 朝日放送テレビ
- ベリグ!（2001年4月 - 2002年3月）
- 見知らぬ関西新発見!みしらん（2012年4月7日 - 2013年9月21日）
- 教えて!ニュースライブ 正義のミカタ（2014年4月5日 - ）

### 瀬戸内海放送
- Newsジェニック（2019年10月5日 - ）

### 山口朝日放送
- ほっと土曜日（2002年4月6日 - 2004年3月27日）
- どき生らいぶ（2020年10月3日 - ）

### 愛媛朝日テレビ
- ちかくナルナル なるちか!（2019年10月5日 - ）

### 九州朝日放送
- 気ままにLB（ - 2013年3月30日）
- 週末まるごと! よくばりミルキィ（2013年4月6日 - 2015年9月）
- 土曜もアサデス。（2015年10月3日 - 2018年3月24日）

### 長崎文化放送
- トコトン・サタデー（2007年4月7日 - 2015年3月28日）
- トコトンHappyサタデー（2015年4月11日 - ）

### 熊本朝日放送
- 花畑情報カフェ サタブラ（2002年4月6日 - 2005年9月）
  - サタブラPlus（2005年10月8日 - 2007年3月31日）
  - 駅前TVサタブラ（2007年4月7日 - 2018年3月3日）
- くまパワ+（2018年4月7日 - ）

### 鹿児島放送
- 口コミTVマミーズクラブ（2000年4月 - 2011年3月25日）
- ぷらナビ+（2011年4月9日 - ）